# Xyronotidae
Los xironótidos (Xyronotidae) son una familia de insectos ortópteros celíferos. Se distribuye por Centroamérica y México.

## Géneros
Según Orthoptera Species File (31 mars 2010):
- Axyronotus Dirsh & Mason, 1979
- Xyronotus Saussure, 1884